# Vorklassik (Wirtschaftswissenschaft)
Als Vorklassik wird eine historische Epoche der Ökonomie bezeichnet. Ein Vertreter ist Anne Robert Jacques Turgot (1727–1781), ein französischer Staatsmann und Ökonom. Er entwickelte u. a. eine wissenschaftliche Geldtheorie, wandte sich gegen staatliche Regulierung und plädierte für freien Wettbewerb. Gleichzeitig trachteten er und seine Anhänger, die Landwirtschaft und die örtlichen Industrien zu fördern.